# Laneuville-sur-Meuse
Laneuville-sur-Meuse is een gemeente in het Franse departement Meuse (regio Grand Est) en telt 400 inwoners (2004). De plaats maakt deel uit van het arrondissement Verdun.

## Geografie
De oppervlakte van Laneuville-sur-Meuse bedraagt 23,1 km², de bevolkingsdichtheid is 17,3 inwoners per km².
De onderstaande kaart toont de ligging van Laneuville-sur-Meuse met de belangrijkste infrastructuur en aangrenzende gemeenten.

## Demografie
Onderstaande figuur toont het verloop van het inwonertal (bron: INSEE-tellingen).